# 佐藤忠良
佐藤 忠良（さとう ちゅうりょう、1912年7月4日 - 2011年3月30日）は、日本の彫刻家。新制作協会彫刻部創立会員。

## 人物
生き生きとした女性像などをブロンズや木彫で表現した。本の装幀の仕事もこなし、福音館書店版の絵本『おおきなかぶ』の挿絵なども手がけた。出身地にある宮城県美術館には、「佐藤忠良記念館」が併設、日本で最も多い約600点の彫刻作品を収蔵。その他、滋賀県の佐川美術館の佐藤忠良記念館、札幌芸術の森「佐藤忠良記念子どもアトリエ」、国立近代美術館、国立国際美術館など、日本全国各地に佐藤忠良の作品が収蔵・展示されている。
女優の佐藤オリエは娘。作品のモデルを務めた彫刻家の笹戸千津子は弟子。

## 年譜
- 1912年、宮城県黒川郡大和町落合舞野に生まれる。6歳で父が死去したため幼少期は母の実家である北海道夕張で過ごす。
- 1925年、旧制札幌第二中学（現北海道札幌西高等学校）に入学。
- 1932年、上京し川端画学校にて学ぶ。
- 1934年、東京美術学校彫刻科入学。
- 1939年、美校卒業後、同期の舟越保武らと共に新制作派協会彫刻部の創設に参加する。
- 1945年から1948年までシベリア抑留に遭う。
- 1954年、第1回現代日本美術展佳作賞受賞。
- 1959年、東京都杉並区永福にアトリエを構え、死去するまで当地に在住。
- 1960年、第3回高村光太郎賞受賞。
- 1966年、東京造形大学創立と共に教授に就任。
- 1974年、第15回毎日芸術賞、芸術選奨文部大臣賞受賞、翌年には第6回中原悌二郎賞受賞、第3回長野市立野外彫刻賞受賞。
- 1977年、第5回長野市立野外彫刻賞、第31回北海道新聞文化賞受賞。
- 1981年、フランス国立ロダン美術館で個展。
- 1986年、東京造形大学名誉教授に就任。
- 1989年、朝日賞受賞[3]。
- 1990年、宮城県美術館内に佐藤忠良記念館設立。
- 1992年、第41回河北文化賞受賞。
- 2011年3月30日、老衰のため東京都杉並区永福の自宅で死去。98歳没[1][4]。

生前、日本芸術院会員に推薦され、文化功労者や文化勲章の候補にも選ばれたが、本人は「職人に勲章は要りませんから」と語り、国家の賞を全て辞退した。また杉並区の名誉区民賞も辞退している。

## 作品
- 『群馬の人』（1952年）
- 『微風』（1963年制作） - 名古屋銀行本店ロビー（名古屋市中区錦）に設置されている。
- 『蒼穹』（1977年）
- 『夏の像』（1977年） - 幣舞橋（釧路市）「四季の像」の一つ。
- 『若い女の像』（1984年）
- 『緑の風』（制作年不明） - 台原森林公園（仙台市）記念広場内（ブロンズ228x100x67.5 cm）。この像について次のようなコメントが残っている。「-緑の街・仙台-私はすぐ、透明で爽やかな緑の微風が、身体のまわりを過ぎてゆく街のことを思います。台原森林公園の高台を作品の場として与えられたとき私は、あの緑濃き稜線と池と花壇から流れてくる透明な風に向かって立つ、若くて健康な女性を作ろうと考えました。」
- 『帽子』シリーズ
- 『支倉常長像』（世界各地にある。支倉常長#支倉常長の立体像参照）

絵本の挿絵作品として、福音館書店版『おおきなかぶ』（ロシア民話、トルストイ編、内田莉莎子訳）などがある。
- 『聖フランシスコ・ザビエル像』1969年の作品

大分市遊歩公園内にあり、ザビエルの来航を記念し建立。左手に十字架を持ち、右手を掲げたザビエルの像で、背後には、世界地図のレリーフにザビエルのヨーロッパから日本に至る航路を描き込んだモニュメントも設置されている。

## 作品収蔵・設置先
- 佐川美術館 - 佐藤忠良の個人美術館
- 宮城県美術館 - 内部に佐藤忠良記念館あり
- 東京国立近代美術館
- 静岡県立美術館
- 『若い女』（1971年） - 平和通買物公園（北海道旭川市２条通７丁目）
- 『若い女・夏』（1972年） - 平和通買物公園（北海道旭川市５条通８丁目）
- 『帽子・夏』（1972年）- 熊本県立美術館（熊本市中央区二の丸2番）
- 『亜古』- 旭川信用金庫東光支店（北海道旭川市東光9条4丁目）
- 『人魚』- 北海道療育園彫刻の森（北海道旭川市）
- 『ジーンズ』（1991年） - 下館駅前広場（茨城県筑西市乙86）
- 『若い女の像』（1983年） - いずみ総合公園町民体育館[7]（群馬県邑楽郡大泉町仙石3-22-1）
- 『夏の像』・『冬の像』（1989年） - 大泉町文化むら[7]（群馬県邑楽郡大泉町朝日5-24-1）
- 『平和の像』（1991年） - 若潮公園（千葉県浦安市美浜2-15）
- 『少女』(1981年) - 横浜駅東口（横浜市西区高島2丁目）
- 『早蕨』(1980年) - 東京都庁都民広場（東京都新宿区西新宿2丁目8-1）
- 『女・夏』(1986年) - 日本橋プラザビル（東京都中央区日本橋2丁目3-4）
- 『風韻』(1995年) - 播磨坂（東京都文京区小石川4丁目16）
- 『冬の子ども』- 神奈川県立青少年センター（横浜市西区紅葉ヶ丘9-1）
- 『立つ少女』（1983年） - 日生劇場ロビー（東京都千代田区有楽町1）
- 『冬の像』（1986年） - 京王電鉄井の頭線永福町駅（東京都杉並区永福二丁目）。杉並区永福に在住していたため、杉並区が購入し京王電鉄の協力を得て、最寄り駅の永福町駅に設置された。モデルは笹戸千津子である[6][8]。
- 『シーズン・夏』（1984年） - 碧南市文化会館前（愛知県碧南市源氏神明町4）
- 『人魚』（1990年） - リバーモール（兵庫県神戸市東灘区向洋町中6）
- 『牧神』（1990年） - リバーモール（兵庫県神戸市東灘区向洋町中6）
- 『子供』（1975年） - みどりと彫刻の道（兵庫県神戸市中央区楠町4）
- 『帽子・裸婦』（1981年） - 花と彫刻の道（兵庫県神戸市中央区磯上通8）
- 『若い女・シャツ』（1982年） - 神戸市庁舎1号館屋内（兵庫県神戸市中央区加納町6）
- 『冬の像』 (1985年) - 横浜市立中央図書館（横浜市西区老松町1）
- 『裸のリン』 (1977年) - 川口西公園（埼玉県川口市川口3丁目1）
- 『少年の像』 (1981年) - 牡蠣殻町公園（東京都中央区日本橋牡蠣殻町2丁目10）
- 『レイ』 (1980年) - 御堂筋彫刻ストリート（大阪市中央区備後町4丁目1-3 御堂筋三井ビルディング）
- 『愛の女神』 最上義光歴史館（山形県山形市大手町1-59）
- 『若い女-夏』 (1972) 山形グランドホテル1階（山形県山形市本町1丁目7-42）
- 『開拓母の像』(1963) 札幌大通り公園（札幌市中央区大通り西三丁目）
- 『縁』 新千歳空港2階連絡通路（北海道千歳市美々）
- 『トルソ』（1993年）つなぎ美術館（熊本県葦北郡津奈木町岩城494）
- 『ひまわり』（1997年）津南橋（熊本県葦北郡津奈木町岩城6）

北海道江別市にある榎本武揚像[9]
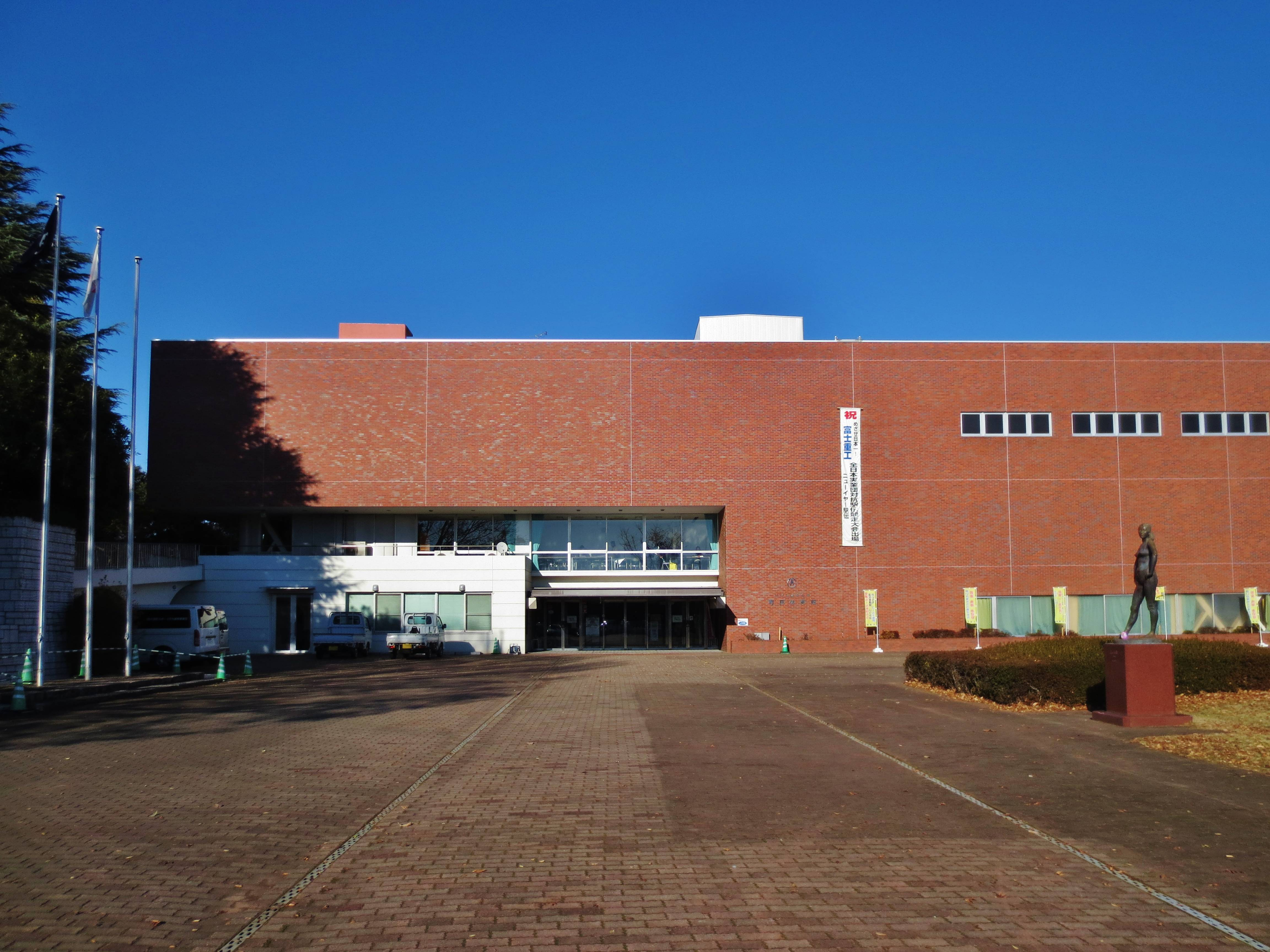
群馬県大泉町町民体育館に設置された『若い女の像』（右）
大分市大手町の聖フランシスコ・ザビエル像

## 著書
- 『彫刻家の眼：対談』舟越保武 共著、講談社 1983年6月
- 『つぶれた帽子 - 佐藤忠良自伝』日本経済新聞社 1988年12月、中公文庫、2011年8月 ISBN 978-4122055247
- 『触ることから始めよう』講談社 1997年3月
- 『若き芸術家たちへ ねがいは「普通」』安野光雅 共著、文化出版局 2002年7月、中公文庫、2011年4月 ISBN 978-4122054400
- 聞き手 奥田史郎・道家暢子『彫刻の〈職人〉佐藤忠良　写実の人生を語る』草の根出版会、2003年12月